# John MacGillivray
John MacGillivray est un explorateur et un botaniste britannique né le 18 décembre 1821 à Aberdeen et mort le 6 juin 1867 à Sydney.

## Biographie
Il est le fils de l’ornithologue William MacGillivray (1796-1852). John MacGillivray prend part à trois voyages d’exploration entrepris par la Royal Navy dans le Pacifique.
En 1842, il embarque comme naturaliste à bord du HMS Fly, envoyé pour étudier le détroit de Torres, entre la Nouvelle-Guinée et l’Australie ainsi que l’est de la côte de ce dernier pays. Il revient en Grande-Bretagne en 1846.
Il repart aussitôt, toujours comme naturaliste, à bord du HMS Rattlesnake commandé par le capitaine Owen Stanley (1811-1850). L’expédition s’arrête dans les eaux australiennes : à Port Curtis, dans la baie de Rockingham, à Port Molle, la péninsule du cap York, l’île Gould, l’île Lizard, l’île Moreton (Queensland) ; à Port Essington (Territoire du Nord) et visite Sydney à plusieurs reprises. En juin 1847, l’expédition se trouve à Hobart en Tasmanie. Les recherches se poursuivent dans le détroit de Bass, sur la côte sud de la Nouvelle-Guinée et dans les Louisiades. Cette série de voyages permet d’aboutir à faire des enregistrements des langues aborigènes. Le compte rendu paraît à Londres.

## Source
- (en) Cet article est partiellement ou en totalité issu de l’article de Wikipédia en anglais intitulé « John MacGillivray » (voir la liste des auteurs) (version du 12 janvier 2008).